# Ein ganz normaler Held
Ein ganz normaler Held (Originaltitel: Hero, englischer Alternativtitel: Accidental Hero) ist ein US-amerikanischer Spielfilm von Stephen Frears aus dem Jahr 1992.

## Handlung
Bernard LaPlante, genannt Bernie, ist ein hoffnungsloser Kleinkrimineller und notorischer Lügner. Während einer Gerichtsverhandlung bestiehlt er sogar seine Pflichtverteidigerin. Wegen Hehlerei wird er gegen eine Kaution von 5.000 $ auf freien Fuß gesetzt, bis das endgültige Strafmaß verkündet wird.
Mit seinem schrottreifen Auto auf dem Weg zu seinem Sohn Joey stürzt direkt vor ihm ein Flugzeug auf eine Brücke ab. Nachdem er sich zunächst aus dem Staub machen wollte, befreit er die im Flugzeug eingeschlossenen Passagiere, indem er die verkeilte Tür von außen öffnet. Während er wieder verschwinden
will, bittet ihn ein kleiner Junge, seinen Vater aus dem Flugzeug zu holen. Da er diesen nicht finden kann, rettet er nahezu unfreiwillig alle anderen noch im Flugzeug Eingeschlossenen, bevor dieses explodiert. Da er den Vater nicht retten konnte, der das Flugzeug allerdings auch schon selbst verlassen hatte, schämt er sich vor dem Jungen so sehr, dass er sich sofort von dem Ort entfernt.
Zu seinem maßlos enttäuschten Sohn kommt er dann drei Stunden zu spät und seine Ex-Frau möchte seine Entschuldigung gar nicht anhören. Auch seinen Sohn lässt sie ihn nicht sehen. Auf dem Weg nach Hause geht zu allem Übel auch noch sein Auto kaputt. Der Obdachlose John Bubber nimmt ihn als Anhalter mit. Nachdem Bernie Bubber die Geschichte von dem Absturz erzählt hat, schenkt er diesem seinen Schuh, da er seinen anderen Schuh bei der Rettungsaktion verloren hat und Bubber einen Freund mit nur einem Bein hat.
Die Reporterin Gale Galey, die selbst eine der geretteten Flugpassagiere ist, wittert eine riesige Story für ihren Fernsehsender und begibt sich auf die Suche nach dem unbekannten Retter. Nachdem dieser zunächst unauffindbar bleibt, kündigt der Sender öffentlich eine Belohnung von einer Million Dollar für ein Interview mit dem gesuchten Helden an. Mit Bernies Schuh gibt sich John Bubber als dieser aus. Bernie selbst wird von verdeckten Ermittlern der Polizei festgenommen, als er diesen die Kreditkarten der Reporterin verkaufen will, die er ihr während der Rettung aus alter Gewohnheit gestohlen hat.
Mit sensationellem Erfolg wird John Bubber von den Medien als idealer, selbstloser Held präsentiert. Bernie versucht ebenfalls die Million Dollar Prämie zu ergattern, scheitert aber in seiner unbeholfenen Art dabei, dem umschwärmten Bubber zur Rede zu stellen. Währenddessen verliebt sich Gale in Bubber. Als sie von der Polizei erfährt, dass
ihre Kreditkarten bei einem Kleinkriminellen auftauchten, kommen ihr erste Zweifel. Nachdem sie in dessen Wohnung eingedrungen ist, um der Sache auf den Grund zu gehen, finden sie ihren Preispokal, den sie kurz zuvor in New York gewonnen hat. Daraufhin vermutet sie, dass Bernie Bubber erpressen will. Als Bernie auftaucht, wird im Fernsehen bekannt gegeben, dass sich Bubber von einem Hochhaus stürzen will.
Gale nimmt Bernie mit zu dem Hochhaus, damit dieser sich bei Bubber entschuldigt. Bernie steigt zu Bubber auf den Fenstersims, um mit ihm zu sprechen. Als Bernie sich das Gesicht mit seinen schmutzigen Händen beschmiert, erkennt Gale ihn wieder, da Bernie während der Rettung ebenfalls ein verschmiertes Gesicht hatte. Bubber und Bernie beschließen derweil, alles so zu lassen, wie es ist, und dass Bernie einen Teil des Geldes bekommt. Außerdem soll Bubber sich vor dem Richter für Bernie einsetzen, damit dieser Bernies Strafe zur Bewährung aussetzt. Als sie vom Sims heruntergehen wollen, rutscht Bernie aus und Bubber rettet ihm das Leben.
Als Gale Bernie später fragt, ob er sie gerettet hat, verleugnet er dies. Sie spürt jedoch, dass er es war, und unter vier Augen gesteht er es schließlich. Während eines Besuches im Zoo erzählt Bernie dann auch seinem Sohn die ganze Geschichte. Der Film endet damit, dass ein kleines Mädchen in den Löwenkäfig fällt und Bernie wieder zum Lebensretter wider Willen wird.

## Trivia
- Mariah Carey komponierte ihren Nummer-1-Hit Hero zunächst für diesen Film, die Produzenten befanden das Lied jedoch für nicht passend. Stattdessen wurde das Lied Heart of a Hero von Luther Vandross verwendet.
- Der Film sollte eigentlich Hero and a half heißen, wurde jedoch auf Grund des gleichzeitig laufenden Filmes A Cop and a half  umbenannt.[1]

## Kritiken
- Lexikon des internationalen Films: „Eine formal und schauspielerisch hervorragende Satire mit Stoßrichtung gegen menschliche Unzulänglichkeit, Leichtgläubigkeit und Verführbarkeit.“[2]
- Die Deutsche Film- und Medienbewertung FBW in Wiesbaden verlieh dem Film das Prädikat „wertvoll“.